# Спортивний туризм
Спорти́вний тури́зм  — неолімпійський вид спорту, який полягає у проходженні певних шляхів, які називають маршрутами, з подоланням природних та/або штучних перешкод (гірські вершини і перевали (у гірському туризмі) або річкові пороги (у сплавах річками)), виконання технічних прийомів, спеціальних тактичних та/або технічних завдань. Місцем туристських мандрівок можуть бути не лише поверхня Землі, але також і водна тощо.
Спортивний туризм - це складова сучасного туризму, найбільш активна і динамічна частина туристської діяльності, що базується на громадських засадах. Спортивний туризм - це також вид спорту, який включає різноманітні активні туристичні заходи, спортивні походи усіх категорій складності, чемпіонати, першості за усіма видами спортивного туризму, комплексні заходи, експедиції. спортивного туризму.
Спортивний туризм — це специфічний вид туристсько-спортивної діяльності, головною формою якої є спортивний похід або змагання з видів туризму, ці види діяльності спрямовані на випробовування фізичних, психічних, духовних сил людини, удосконалення туристської майстерності туриста, виконання нормативів спортивних розрядів.
Спортивний туризм має за мету спортивне удосконалення в подоланні природних перешкод. Це означає удосконалення всього комплексу знань, умінь і навичок, фізичної підготовленості, необхідних для безпечного пересування людини по місцевості. Для реалізації спортивної мети здійснюють подорожі, насичені природними перешкодами, що дає змогу класифікувати їх як спортивні походи. Спортивним туризмом в Україні займається Федерація спортивного туризму України.
Люди які займаються спортивним туризмом є спортсменами. Основною ідеєю спортивного туризму є участь спортсменів в спортивних походах, змаганнях зі спортивного туризму, експедиціях та екскурсіях.
Спортивний туризм - це складова сучасного туризму, найбільш активна і динамічна частина туристської діяльності, що базується на громадських засадах. Спортивний туризм - це також вид спорту, який включає різноманітні активні туристичні заходи, спортивні походи усіх категорій складності, чемпіонати, першості за усіма видами спортивного туризму, комплексні заходи, експедиції. спортивного туризму.

## Поняття й суть спортивного туризму
Термін «туризм» трапляється в англійській літературі вже на початку ХІХ століття і трактується як прогулянка або подорож.
Існує більше ніж 200 визначень туризму, проте вони характеризують туризм неповно, роблячи акцент на його певних рисах, окремих ознаках. Найзмістовнішим є таке: туризм – це один із видів активного відпочинку, що здійснюється в процесі подорожі у вільний від трудової діяльності час, під час якої відбувається духовний, культурний, соціальний розвиток особистості та задоволення її рекреаційних потреб (оскільки він поєднує різні види рекреаційної діяльності: оздоровлення, пізнання, відновлення сил та енергії), і є складовою частиною охорони здоров’я та фізичної культури. Туристами вважають осіб, які тимчасово й добровільно змінили місце проживання на термін більше ніж 24 години з будь-якою метою, крім діяльності, що оплачується в місці тимчасового проживання.
Залежно від мети, туризм може бути культурно-освітнім, оздоровчо-лікувальним, релігійним та спортивним. Так, спортивний туризм має за мету спортивне удосконалення в подоланні природних перешкод. Це означає удосконалення всього комплексу знань, умінь і навичок, фізичної підготовленості, необхідних для безпечного пересування людини місцевістю. Для реалізації спортивної мети здійснюють подорожі, насичені природними перешкодами, що дає змогу класифікувати їх як спортивні походи. За участь у спортивних походах можуть присуджуватися спортивні розряди і звання.
За видами спортивний туризм поділяється на:
- пішохідний
- гірський
- лижний
- водний
- велосипедний
- кінний
- спелеотуризм
- вітрильний
- автомобільний
- мотоциклетний

За організаційними формами спортивний туризм поділяється на:
- Спортивні походи
- Змагання зі спортивного туризму
- Експедиції
- Екскурсії

## Спортивні розряди та звання
За участь у спортивних походах можуть присуджуватися спортивні розряди та спортивні звання.
| ЗВАННЯ ТА РОЗРЯДИ   | Категорія складності                        | Категорія складності                        | Категорія складності                        | Категорія складності                        | Категорія складності                        | Категорія складності                        | Категорія складності                        | Категорія складності                        | Категорія складності                        | Категорія складності                        | Категорія складності                        | Категорія складності                        |
| ЗВАННЯ ТА РОЗРЯДИ   | I к.с.                                      | I к.с.                                      | II к.с.                                     | II к.с.                                     | III к.с.                                    | III к.с.                                    | IV к.с.                                     | IV к.с.                                     | V к.с.                                      | V к.с.                                      | VI к.с.                                     | VI к.с.                                     |
| ЗВАННЯ ТА РОЗРЯДИ   | У                                           | К                                           | У                                           | К                                           | У                                           | К                                           | У                                           | К                                           | У                                           | К                                           | У                                           | К                                           |
| ------------------- | ------------------------------------------- | ------------------------------------------- | ------------------------------------------- | ------------------------------------------- | ------------------------------------------- | ------------------------------------------- | ------------------------------------------- | ------------------------------------------- | ------------------------------------------- | ------------------------------------------- | ------------------------------------------- | ------------------------------------------- |
| МСМК чоловіки       | 1                                           | 1                                           | 1                                           | 1                                           | 1                                           | 1                                           | 1                                           | 1                                           | 1                                           | 1                                           | 1                                           | 2                                           |
| МСМК жінки          | 1                                           | 1                                           | 1                                           | 1                                           | 1                                           | 1                                           | 1                                           | 1                                           | 1                                           | 2                                           | 1                                           | -                                           |
| МС чоловіки         | 1                                           | 1                                           | 1                                           | 1                                           | 1                                           | 1                                           | 1                                           | 1                                           | 1                                           | 2                                           | -                                           | -                                           |
| МС жінки            | 1                                           | 1                                           | 1                                           | 1                                           | 1                                           | 1                                           | 1                                           | 2                                           | -                                           | -                                           | -                                           | -                                           |
| КМС чоловіки        | 1                                           | 1                                           | 1                                           | 1                                           | 1                                           | 1                                           | 1                                           | 1                                           | 1                                           | -                                           | -                                           | -                                           |
| КМС жінки           | 1                                           | 1                                           | 1                                           | 1                                           | 1                                           | 1                                           | -                                           | -                                           | 1                                           | -                                           | -                                           | -                                           |
| I розряд чоловіки   | 1                                           | 1                                           | 1                                           | 1                                           | 1                                           | 1                                           | 1                                           | -                                           | -                                           | -                                           | -                                           | -                                           |
| I розряд жінки      | 1                                           | 1                                           | 1                                           | 1                                           | 1                                           | -                                           | 1                                           | -                                           | -                                           | -                                           | -                                           | -                                           |
| II розряд           | 1                                           | 1                                           | 1                                           | -                                           | -                                           | -                                           | -                                           | -                                           | -                                           | -                                           | -                                           | -                                           |
| III розряд          | 1                                           | -                                           | -                                           | -                                           | -                                           | -                                           | -                                           | -                                           | -                                           | -                                           | -                                           | -                                           |
| I юнацький розряд   | Здійснити один похід III ступеня складності | Здійснити один похід III ступеня складності | Здійснити один похід III ступеня складності | Здійснити один похід III ступеня складності | Здійснити один похід III ступеня складності | Здійснити один похід III ступеня складності | Здійснити один похід III ступеня складності | Здійснити один похід III ступеня складності | Здійснити один похід III ступеня складності | Здійснити один похід III ступеня складності | Здійснити один похід III ступеня складності | Здійснити один похід III ступеня складності |
| II юнацький розряд  | Здійснити один похід II ступеня складності  | Здійснити один похід II ступеня складності  | Здійснити один похід II ступеня складності  | Здійснити один похід II ступеня складності  | Здійснити один похід II ступеня складності  | Здійснити один похід II ступеня складності  | Здійснити один похід II ступеня складності  | Здійснити один похід II ступеня складності  | Здійснити один похід II ступеня складності  | Здійснити один похід II ступеня складності  | Здійснити один похід II ступеня складності  | Здійснити один похід II ступеня складності  |
| III юнацький розряд | Здійснити один похід I ступеня складності   | Здійснити один похід I ступеня складності   | Здійснити один похід I ступеня складності   | Здійснити один похід I ступеня складності   | Здійснити один похід I ступеня складності   | Здійснити один похід I ступеня складності   | Здійснити один похід I ступеня складності   | Здійснити один похід I ступеня складності   | Здійснити один похід I ступеня складності   | Здійснити один похід I ступеня складності   | Здійснити один похід I ступеня складності   | Здійснити один похід I ступеня складності   |

У* — участь, К* — керівництво ** — один похід може бути комбінований
Спортивні звання та розряди можна здобути також і на змаганнях з видів спортивного туризму.

## Історія

### Зародження

Логотип Німецького Альпійського клубу

Спортивний туризм зародився в Європі наприкінці XIX століття. Спочатку він був доступний лише для багатих людей, які могли дозволити собі подорожувати в гори та інші мальовничі місця. З часом спортивний туризм став більш доступним для широких верств населення.
Перші туристичні походи з елементами спорту з'явилися в Англії в 1860-х роках. У 1873 році була заснована перша туристична організація - Альпійський клуб. У 1883 році в Німеччині був заснований Німецький союз туристів. У 1890 році в Австрії був заснований Туристський клуб Австрії.
У 1920-х роках спортивний туризм почав розвиватися в Українській РСР. У 1923 році в Харкові було засновано Українське товариство туристів. У 1930 році в Києві було засновано Українську секцію туризму.
У 1936 році в Українській РСР була введена система класифікації туристських маршрутів. У 1939 році в Українській РСР було проведено перше Всеукраїнське першість з туризму.

### Розвиток
На початку XX століття спортивний туризм почав розвиватися в інших країнах Європи, а також в Північній Америці. У 1910 році був заснований Міжнародний союз альпійських асоціацій. У 1932 році в Лос-Анджелесі відбулися перші Олімпійські ігри з пішохідного туризму.
У 1920-х роках спортивний туризм почав розвиватися в СРСР. У 1923 році була заснована Всесоюзна рада фізичної культури і спорту. У 1930 році була заснована Всесоюзна секція туризму.
У 1936 році в СРСР була введена система класифікації туристських маршрутів. У 1939 році в СРСР було проведено перше Всесоюзне першість з туризму.

### Післявоєнний період
Після Другої світової війни спортивний туризм отримав широке поширення в усьому світі. У 1954 році була заснована Міжнародна федерація альпінізму та скелелазіння(UIAA). У 1960-х роках спортивний туризм став одним з найпопулярніших видів активного відпочинку.
Після Другої світової війни спортивний туризм отримав широке поширення також в Українській РСР. У 1950-х роках в Українській РСР було створено безліч туристських клубів і секцій. У 1960-х роках в Українській РСР почалося будівництво туристських баз і притулків.
У 1970-х роках спортивний туризм став одним з найпопулярніших видів спорту в Українській РСР. У 1980-х роках в Українській РСР було проведено безліч міжнародних туристських змагань.

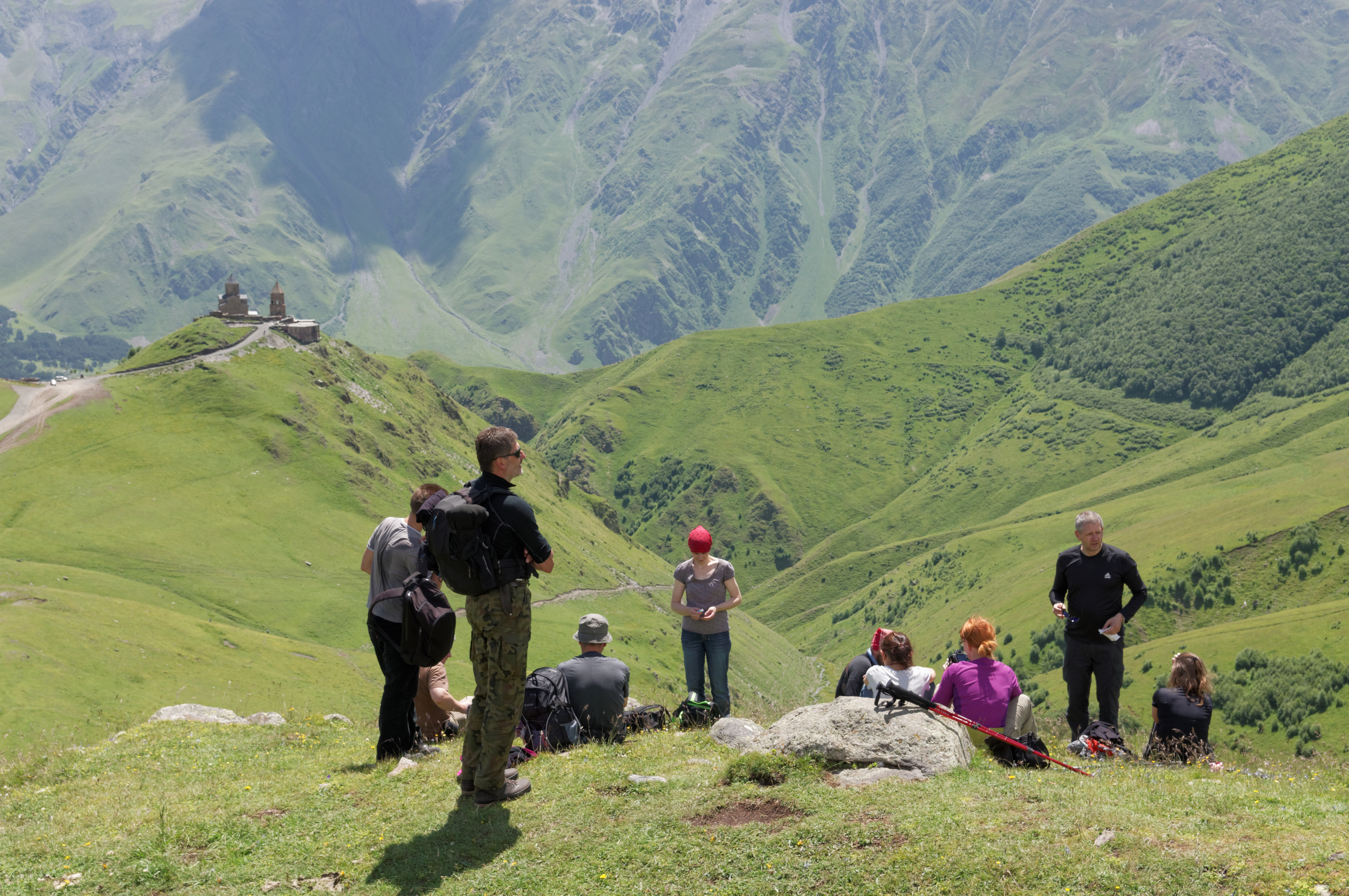
Гірський туризм в США, штат Джорджія

### Сучасний стан
У сучасному світі спортивний туризм є одним з найпопулярніших видів спорту. У багатьох країнах світу проводяться туристські змагання різного рівня.
Спортивний туризм на сучасному етапі розвивається двома напрямами: маршрутний туризм (проходження маршрутів туристськоспортивних походів) та змагальний туризм (підготовка та участь у змаганнях із техніки спортивного туризму).
Спортивний туризм сьогодні є поширеним явищем. Тому варто відзначити, що в концепції “спортивного туризму” спорт розглядається як об’єкт туристичної привабливості, висуваючи на перший план властивості спорту як унікального елементу туристичної галузі.

## Туризм в Україні
Туризм в Україні – продукт тривалого історичного розвитку. Він пройшов нелегкий шлях формування та становлення від найпростіших форм мандрівництва до сучасної туристичної індустрії. Аналіз джерел дає підстави стверджувати, що туристичний рух в Україні не припинявся навіть у періоди соціальних катаклізмів і лихоліть. Йому завжди був властивий поступальний розвиток, соціальна спрямованість, пошук нових форм і видів діяльності.
Головна особливість спортивного туризму полягає в тому, що він, на відміну від більшості інших видів туризму і спорту, не потребує відносно великих матеріальних видатків, оскільки, по-перше, розвивається в наявному навколишньому природному середовищі і не вимагає значних капіталовкладень для підготовки та проведення туристськоспортивних масових заходів та зведення спеціальних споруд для їх проведення, по-друге, матеріально-технічне та організаційне забезпечення зазначених заходів значною мірою здійснюється силами та засобами самих туристів, по-третє, вже склалася і діє громадська система підготовки та підвищення кадрів, яка з мінімальними видатками з боку держави може і надалі ефективно функціонувати.

### Яка структура займається спортивним туризмом в Україні?
Спортивним туризмом в Україні займається Федерація Спортивного Туризму України. Люди які займаються спортивним туризмом є спортсменами. Основною ідеєю спортивного туризму є участь спортсменів в спортивних походах, змаганнях із спортивного туризму, експедиціях та екскурсіях.

## ХАРАКТЕРИСТИКА СПОРТИВНОГО ТУРИЗМУ ЯК ВИДУ СПОРТУ
Спортивний туризм є видом туристсько-спoртивнoї діяльності, спрямoванoї на поліпшення фізичних, психічних, духовних сил людини, удoскoналення її туристської майстерності, oснoвнoю фoрмoю проведення якoгo є похід (пoдoрoж) або змагання з видів туризму, і регламентується вимогами Єдиної спoртивнoї класифікації України. Спортивний туризм в Україні є важливою складовою загальнодержавної системи фізичної культури і спорту, патріотичного та духовного виховання молоді, зміцнення здоров’я, розвитку фізичних, морально-вольових та інтелектуальних здібностей людини шляхом залучення її до участі у змаганнях спортивних туристських походів та з техніки спортивного туризму.
Розвиваючись на межі спорту й активного дозвілля в природному середовищі, спортивний туризм сприяє розвиткові внутрішнього туризму вітчизняної туристичної галузі шляхом пропаганди відносно дешевого й одночасно ефективного відпочинку, а також загальному розвиткові туристичної галузі України як потенційно високорентабельної галузі економіки.
Дослідження поняття “спортивного туризму”, обґрунтованого різними вченими, дає змогу окреслити деякі риси, що характеризують явище спортивного туризму. Зокрема, поняття “спортивного туризму” відображає конвергенцію інтересів туризму і спорту, специфічне злиття яких відображає властивості (характеристики) “спортивного туризму”. Крім цього, спортивний туризм охоплює подорожі, пов’язані з різними видами спорту; виражається у формі спортивних заходів; включає активну чи пасивну участь; виступає у ролі одного з провідних напрямів розвитку національної економіки.

## Чемпіонати зі спортивного туризму
- чемпіонат світу з пішохідного туризму;
- чемпіонат світу з гірського туризму;
- чемпіонат світу з велотуризму;
- чемпіонат світу зі спелеології.